# Argyrotome metallicata
Argyrotome metallicata är en fjärilsart som beskrevs av W. Warren 1907. Argyrotome metallicata ingår i släktet Argyrotome och familjen mätare. Inga underarter finns listade i Catalogue of Life.